# Кершо (Південна Кароліна)
Кершо (англ. Kershaw) — місто (англ. town) в США, в окрузі Ланкастер штату Південна Кароліна. Населення — 1693 особи (2020).

## Географія
Кершо розташоване за координатами 34°32′40″ пн. ш. 80°35′12″ зх. д. / 34.54444° пн. ш. 80.58667° зх. д. (34.544363, -80.586540).  За даними Бюро перепису населення США в 2010 році місто мало площу 4,81 км², уся площа — суходіл.

## Демографія
Згідно з переписом 2010 року, у місті мешкали 1803 особи в 744 домогосподарствах у складі 508 родин. Густота населення становила 375 осіб/км².  Було 851 помешкання (177/км²).
Расовий склад населення:
| - 70,6 % — білих - 26,5 % — чорних або афроамериканців - 0,7 % — корінних американців - 0,4 % — азіатів |

До двох чи більше рас належало 1,3 %. Частка іспаномовних становила 1,3 % від усіх жителів.
За віковим діапазоном населення розподілялося таким чином: 25,6 % — особи молодші 18 років, 56,3 % — особи у віці 18—64 років, 18,1 % — особи у віці 65 років та старші. Медіана віку мешканця становила 38,8 року. На 100 осіб жіночої статі у місті припадало 88,6 чоловіків;  на 100 жінок у віці від 18 років та старших — 82,2 чоловіків також старших 18 років.
Середній дохід на одне домашнє господарство  становив 39 327 доларів США (медіана — 32 596), а середній дохід на одну сім'ю — 42 448 доларів (медіана — 37 823). Медіана доходів становила 35 000 доларів для чоловіків та 28 889 доларів для жінок. За межею бідності перебувало 34,4 % осіб, у тому числі 53,8 % дітей у віці до 18 років та 10,2 % осіб у віці 65 років та старших.
Цивільне працевлаштоване населення становило 790 осіб. Основні галузі зайнятості: виробництво — 23,2 %, освіта, охорона здоров'я та соціальна допомога — 16,7 %, роздрібна торгівля — 14,9 %.